# Ko He
Ko He (auch: Ko Hae; Thai: เกาะเฮ; im englischsprachigen Raum auch Coral Island) ist eine Insel im Ko-Raya-Archipel etwa acht Kilometer südöstlich vor Ko Phuket.
Verwaltungstechnisch gehört Ko He zur Provinz Phuket, die Insel liegt im Landkreis Amphoe Mueang Phuket (อำเภอเมืองภูเก็ต).
Die Insel ist mit dem Schnellboot von der Insel Phuket aus in 15 Minuten zu erreichen, mit Langheckbooten dauert die Überfahrt rund 45 Minuten.
Ko He ist lediglich von einigen Fischern sowie zur Unterhaltung einer kleinen touristischen Infrastruktur besiedelt. Die Insel ist von Dschungel überwuchert und verfügt über Sandstrände.
Der englische Name Coral Island weist auf die der Insel vorgelagerten Korallenriffe hin, die ein Ziel für Taucher und Schnorchler sind.